# Mandawar
Mandawar es  pueblo y nagar Panchayat situado en el distrito de Bijnor en el estado de Uttar Pradesh (India). Su población es de 21078 habitantes (2011). 

## Demografía
Según el  censo de 2011 la población de Mandawar era de 21078 habitantes, de los cuales 11119 eran hombres y 9959 eran mujeres. Mandawar tiene una tasa media de alfabetización del 61,22%, inferior a la media estatal del 67,68%: la alfabetización masculina es del 65,62%, y la alfabetización femenina del 56,38%.